# Шибан
Шибан, Сибан, Сибани — внук Чингисхана, пятый сын Джучи. Один из командующих в западном походе монголов.

## Происхождение
Согласно Рашид-ад-Дину Шибан пятый сын Джучи, старше его были Орду, Бату, Берке и Беркечар. По Джувейни Шибан является четвёртым по старшинству сыном Джучи. У Джузджани, который перечисляет только четверых сыновей, он назван третьим сыном. Однако при перечислении сыновей Джучи во время военных походов, курултаях и похоронах Рашид-ад-Дин придерживается очередности Бату, Орду, Шибан. Этого же порядка придерживается и Плано Карпини, причём этот порядок соответствует сообщению Утемиш-хаджи в трактате «Чингиз-наме» об установленной Чингисханом субординации старших сыновей Джучи: Бату, Орду, Шибан.
Согласно Муизз ал Ансаб матерью Шибана была Несер.

## Значение имени
По мнению Ю. А. Зуева, «Сибан» или «Шибан» является именем-титулом, восходящим к древнетюркскому себек/севен — «любимый», «любящий», «верный», которое у восточных тюрков, равно как и у древних карлуков, было эпитетом дружины-сотни и заменителем термина йуз.

## Биография
В 1228 году участвовал в курултае, на котором избрали Великим ханом (кааном) Угедея, третьего сына Чингизхана.
Согласно сочинениям Абу́-л-Гази́-хана Шибан, Бату и ещё четыре их брата участвовали в завоевании Китая в 1231—1234 годах.
Участвовал в Кыпчакском походе. У Джувейни и Рашид-ад- Дина Шибан находится в списке царевичей, назначенных возглавить поход. Согласно Рашид-ад-Дину и Махмуду ибн Вали Шибан командовал правым крылом монгольских войск, соединившегося осенью 1236 года у Булгара. В ранних источниках имя Шибана ни разу не встречается при описании военных действий осени 1237 весны 1238 года .
В конце 1239 года Шибан вместе с отрядами Бучека вторгся в Крым и 26 декабря 1239 года ими был взял Сурож.
В последней части западного похода монгольские войска после взятия Киева, взяли за 3 дня Галич. После этого часть корпуса во главе с Каданом отделилась, чтобы пойти более южным маршрутом. Обе группы преодолели Карпаты и вторглись в Венгрию, соединились для битвы на Шайо, где были разгромлены венгерские войска (1241), затем вновь разделились. Шибан вместе с Батыем и Субэдэем разоряли земли Словакии и Чехии, затем соединились с пришедшим с севера после победы при Легнице корпусом Байдара. Монголы выдвинули свои авангарды до Вены, но на столкновение с соединённым чешско-австрийско-каринтийским войском не пошли. Примерно в то же время получив известие о смерти великого хана Угэдэя, они вернулись на восток.

## Улус Шибана

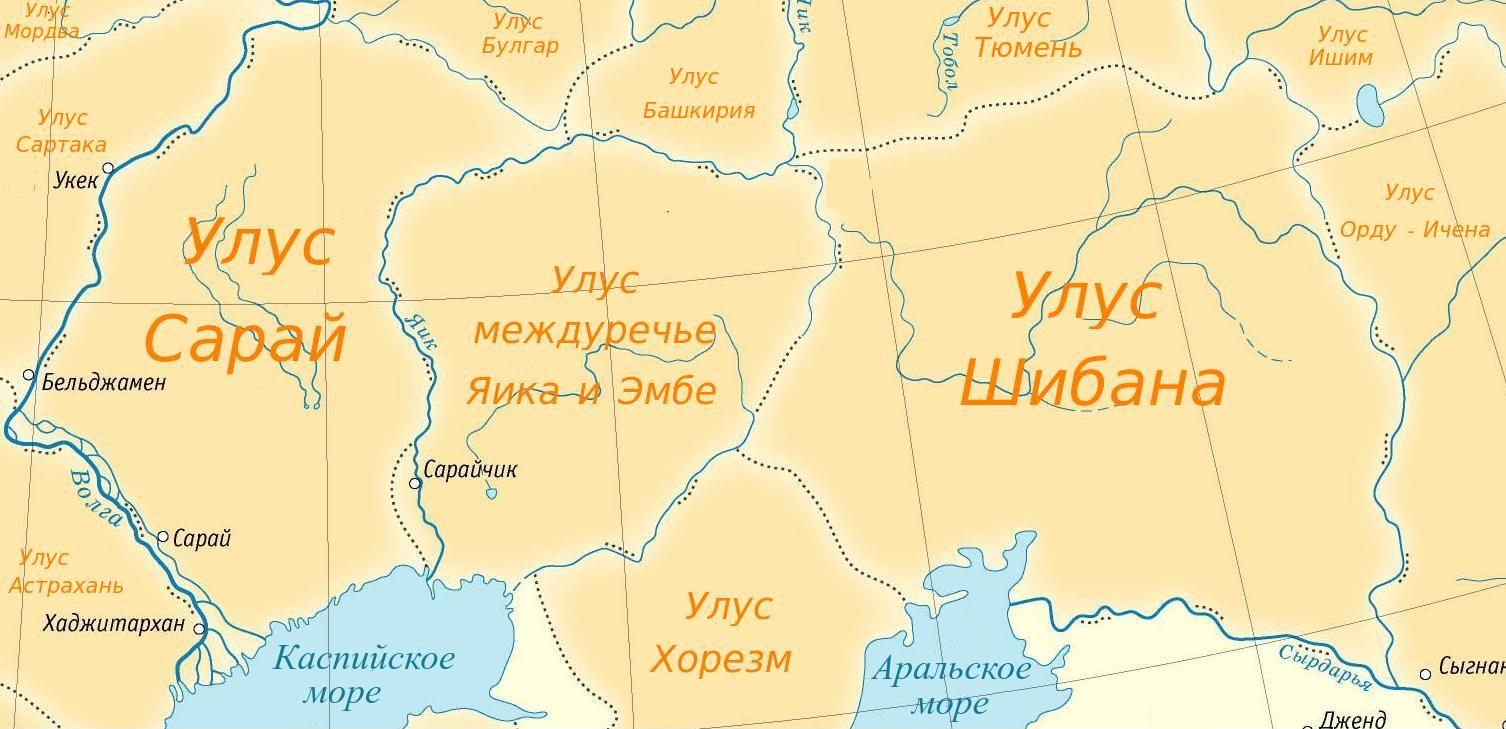
Улус Сарай, Улус в междуречье Яика и Эмбы, Улус Шибана

Улус Шибана был одним из наиболее крупных и самых долговечных владений потомков Джучи.
Улус Шибана занимал существенную часть территории современного Казахстана, в его рамках в течение двух веков протекали сложные этнические и культурные процессы.

## Потомки Шибана
Шибан основал династию, правившую в северо-восточной части улуса Джучи. У Шибана было двенадцать сыновей: Байнал, Бахадур, Кадак, Балака, Черик, Мирган, Куртка, Айаджи, Сайилкан, Байанджар, Маджар, Коничи.
Узбекская династия Шейбаниды, хотя и не являются потомками Шибана, но многие связывают их с Шибаном. Между ними есть десятки поколений, которые имели не очень близкое, но всё-таки родство по линии отца с праправнуками Шибана. В Мавераннахре (Бухарское ханство) узбекская династия Шейбаниды (потомки Ибрахима) правили на протяжении XVI в., в Хорезме (Хивинское ханство) Шейбаниды (потомки Арабшаха) сохраняли власть с начала XVI в. до середины XVIII в.

## Комментарии
1. ↑  Сочинение Муизз ал Ансаб было составлено в 1427 году по приказу Шахруха и дополнено при его преемниках. Муизз ал Ансаб является одним из важнейших источников по генеалогии Джучидов XIII—XV веков. Муизз ал Ансаб вместе с Рашид ад-Дином и Таварих-и гузида-йи нусрат-наме образуют три кита, на которых стоят все знания по генеалогии Джучидов в XIII—XV веках